# Eddie Gutiérrez
Jorge Eduardo Gutiérrez y Pickett (Manila, 6 de enero de 1942), conocido artísticamente como Eddie Gutiérrez. Es un actor y exídolo de matiné filipino.

## Biografía
Jorge Eduardo Gutiérrez y Pickett nació el 6 de enero de 1942 en Manila, Filipinas. Es hijo de madre estadounidense, Mary Pickett y de padre tornatrás-filipino, António Gutiérrez.

## Vida personal
Se casó con la actriz Annabelle Rama, con quien tiene seis hijos, entre ellos la actriz Ruffa Gutiérrez y los actores Richard y  Raymond Gutiérrez, Elvis, Rocky y Ritchie Paul Gutiérrez. Eddie también tuvo un hijo de la actriz Liza Lorena, Tonton Gutiérrez, y Ramón Cristóbal, con la cantante y actriz Pilita Corrales.

## Filmografía

### Películas
- Batas ng Alipin (1955)
- Sexy Yata Yan! (1957)
- Handsome (1959)
- Ipinagbili Kami ng Aming Tatay (1959)
- Dobol Trobol (1960)
- Kuwintas ng Alaala (1960)
- Beatnik (1960)
- Estela Mondragon (1960)
- Dalawang Kalbaryo ni Dr. Méndez (1961)
- Joey, Eddie, Lito (1961)
- Octavia (1961)
- Kaming Mga Talyada (1962)
- Susanang Daldal (1962)
- Pitong Puso (1962)
- The Big Broadcast (1962)
- Tanzan the Mighty (1962)
- June Bride (1962)
- Siyam na Langit (1962)
- Bird of Paradise (1963)
- Eddie Love Susie (1963)
- Sabina (1963)
- Apat ang Anak ni David (1963)
- Leron Leron Sinta (1964)
- Jukebox Jamboree (1964)
- Walang Takot na Patalim (1964)
- Fighting Warays sa Ilokos (1964)
- Magkakapatid na Waray (1964)
- Mga Kanyon sa Corregidor (1964)
- Hi-Sosyati (1964)
- Hamon sa Kampeon (1965)
- Ang Maganda Kong Kapit-Bahay (1965)
- Isinulat sa Dugo (1965)
- Portrait of My Love (1965)
- Bye Bye na sa Daddy (1965)
- Walastik sa Downtown (1966)
- Alis D'yan Huwag Mo Akong Ligawan (1966)
- All Over the World (1967)
- Ang Pangarap Ko'y Ikaw (1967)
- Anong Ganda Mo! (1967)
- To Love Again (1967)
- Bikini Beach Party (1967)
- Pogi (1967)
- Buy One Take One (1967)
- Tiririt ng Maya, Tiririt ng Ibon (1968)
- Summer Love (1968)
- Doon Po sa Amin (1968)
- Ngitngit ng Pitong Whistle Bomb (1968) Herman
- Let's Dance the Horsey-Horse (1969)
- Brownout (1969)
- Ako'y Tao, May Dugo at Laman! (1970) Mario
- Europe Here We Come! (1971)
- Francisca at Isabel (1971)
- Adiós Mi Amor (1971)
- Liezl at ang 7 Hoods (1971)
- The Sisters (1972)
- Karnabal (1973) Karnabal Patron
- Savage! (1973) Flores
- El Negro (1974)
- Katawang Lupa (1975)
- Beerhouse (1977) Jose Mari
- Babae! (1977)
- Bontoc (1977)
- Babae, Huwag Kang Tukso! (1977)
- Marupok, Mapusok, Maharot (1978)
- Sari-Saring Ibong Kulasisi (1978)
- Lagi na Lamang Ba Akong Babae? (1978) Donato
- Mabango Ba Ang Bawat Bulaklak? (1979)
- Bomba Star (1976) Robert Rivero
- Salamat Kapatid Ko (1980)
- Inday-Inday sa Balitaw (1986) Danny
- Payaso (1986)
- Remember Me, Mama (1987)
- Asawa Ko, Huwag Mong Agawin (1987) Bert Paredes
- Lahing Pikutin (1987)
- Paano Kung Wala Ka Na? (1987) Raffy
- 1 + 1 = 12 + 1 (1987)
- Love Boat: Mahal Trip Kita! (1988) Capt. Rocky Madrigal
- Kambal Tuko (1988) Andoy
- My Pretty Baby (1989) Melanio
- Florencio Dino Public Enemy No. 1 (1989)
- Here Comes the Bride (1989) Nando
- Ang Babaeng Nawawala Sa Sarili (1989) Garrido Decena
- Anak ni Baby Ama (1990) Ramon Crisologo
- Tora Tora, Bang Bang Bang (1990)
- Feel na Feel (1990)
- Island of Desire (1990)
- Humanap Ka ng Panget (1990)
- Shake, Rattle & Roll 2 (1990) Dr. Corpus (segment "Multo")
- Uubusin Ko Ang Lahi Mo! (1991)
- Una Kang Naging Akin (1991) Dr. Mallari
- Magdaleno Orbos: Sa Kuko ng Mga Lawin (1991)
- Itakwil Man Ako ng Langit (1991)
- Kailan Ka Magiging Akin? (1991) Jaime
- Andrew Ford Medina: Huwag Kang Gamol (1991)
- Pat. Omar Abdullah: Pulis Probinsiya (1992) Congressman Ampil
- Daddy Goon (1992)
- Angelina: The Movie (1992)
- Ikaw Pa Lang ang Minahal (1992) Máximo
- Iisa Pa Lamang (1992) Ramon
- Andres Manambit (1992)
- Doring Dorobo (1993)
- Kailangan Kita (1993) Conrad
- Secret Love (1993) Ronald
- Home Along Da Riles The Movie (1993)
- Sana'y Ikaw na Nga (1993)
- Makuha Ka Sa Tingin: Kung Puede Lang (1993) Don Ricardo
- The Untold Story: Vizconde Massacre 2 - God Have Mercy on Us! (1994)
- Ismael Zacarias (1994) Don Pablo
- Omar Abdullah. Pulis Probinsiya 2, Tapusin Na Natin Ang Laban (1994) Congressman Ampil
- Di Mapigil Ang Init (1995)
- Duwelo (1996)
- Utol (1996) Don Jose
- Evangeline Katorse (1997)
- Pabre Kalibre (1997)
- Isinakdal Ko Ang Aking Ina (1997)
- SIG .357: Baril Mo Ang Papatay Sa Iyo (1997) Nico
- Mananayaw (1997)
- Kamandag Ko Ang Papatay Sa Iyo (1997) Congressman Soler
- Kahit Pader Gigibain Ko! (1998) Sen. Madrigal
- Pakawalang Puso (1998)
- Sige, Subukan Mo! (1998) Canor
- Mister Mo, Lover Ko (1999) Ford Punongbayan
- Bilib Ako Sa Iyo (1999)
- Marital Rape (2001)
- Bro... Kahit Saan Engkwentro (2002) Simon Ovarte a.k.a. Ang Patron
- Eva, Lason Kay Adan (2002)
- Hanggang Kailan Ako Papatay Para Mabuhay (2002)
- Dalaginding (2002)
- Home Along Da Riber (2002) Sam
- Hiram (2003) Ramon Cortez
- Pelukang Itim: Agimat Ko Ito For Victory Again (2005)
- La Visa Loca (2005) Lex Halcón
- Pony Trouble (2005) Randy
- Mulawin: The Movie (2005) Dakila
- My Monster Mom (2008) Waldo
- For the First Time (2008) Hector Villaraza

### TV Series
- Tikitikiting Tikitong (1984–1988)
- Ikaw ang Mahal Ko (1994–1995)
- Ikaw Lang Ang Mamahalin (2001)
- Love to Love (1 episode, 2003) 
  - Maid for Each Other (2003) Don Ramon
- Mulawin (2004) Dakila
- Majika (2006) Balkan
- Dalawang Tisoy (2007) Pocholo
- Mga Kuwento ni Lola Basyang (1 episode, 2007) 
  - Ang Mahiwagang Kuba (2007) Hanring Enrico
- Pati Ba Pintig ng Puso? (2007) Don Griego
- Zorro (2009) Luis Aragon
- Sana Ngayong Pasko (2009) Pablo